# Кунгей Алатау
Кунгей Алатау или Кунгей Алатоо, Кюнгьой Алатоо (на киргизки: Күнгөй Ала-Тоо; на казахски: Күнгей Алата́у; на руски: Кюнгёй-Ала-Тоо) е планински хребет в Северен Тяншан, разположен на територията на Киргизстан (Исъккулска и Чуйска област) и Казахстан (Алматинска област). Простира се от запад на изток на протежение около 280 km, като загражда от север котловината на езерото Исъккул. На запад достига до Боамското ждрело на река Чу, а на изток – долината на река Каркара (лява съставяща на Шарин, ляв приток на Или). На северозапад с къси и стръмни склонове са спуска към долината на река Чонг Кемин (десен приток на Чу), а на североизток – към долината на река Чилик (Шилик, ляв приток на Или). На север чрез прохода Кугантир (3908 m) се свързва с хребета Заилийски Алатау. По билото му в средната и източната част преминава участък от киргизско-казахстанската граница, а по западното му било – участък от границата между Исъккулска и Чуйска област. Изграден е основно от гранити, шисти и пясъчници. Максимална височина връх Чоктал 4760 m, (42°46′34″ с. ш. 76°41′24″ и. д. / 42.776111° с. ш. 76.69° и. д.), издигащ се в западната му част. Има силно разчленен релеф и алпийски гребен. Общата площ на ледниците е 237 km², спускащи се главно по северният му склон. На юг текат къси и бурни реки (Тьо Айгър, Чирпикти, Чок Тал, Чонг Ак Суу и др., вливащи се в езерото Исъккул или в река Тюк, а на север, още по къси и с много голям наклон малки реки и потоци, притоци на Чонг Кемин, Чилик и Шарин. Склоновете му са заети от планинско-ливадни и ливадно-степни ландшафти, под тях по южните склонове са разположени планинско степни формации, а по северните склонове и в дълбоките долини – малки смърчови гори. 

## Топографска карта
- К-43-Б М 1:500000[2]
- К-44-А М 1:500000[3]